# Cacoxenus romankovae
Cacoxenus romankovae är en tvåvingeart som först beskrevs av Vasily S. Sidorenko 1991.  Cacoxenus romankovae ingår i släktet Cacoxenus och familjen daggflugor. Inga underarter finns listade i Catalogue of Life.